# Kinnor

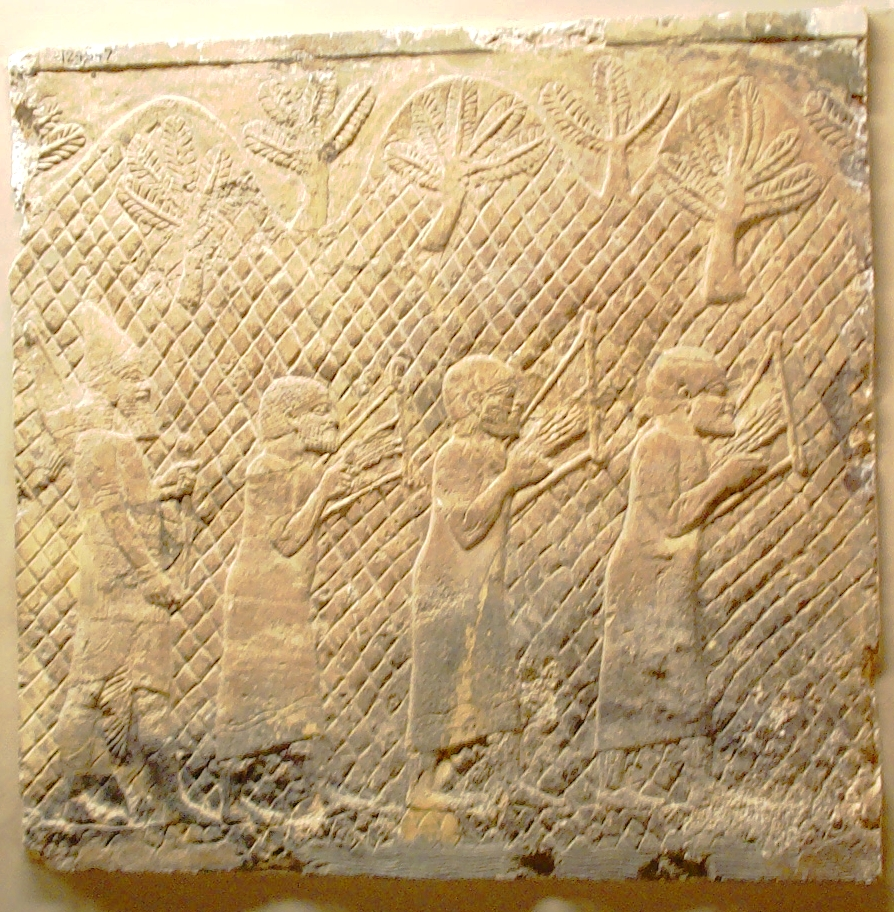
Die wichtigste Bildquelle zur Form des Kinnor ist ein Relief aus Ninive: Einwohner der judäischen Stadt Lachisch werden im Jahr 701 v. Chr. in die Deportation geführt und müssen dazu auf dem Kinnor spielen (British Museum)

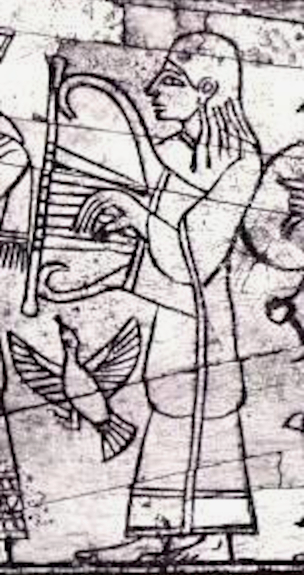
Megiddo, ein Lyraspieler aus den Jahren 1350–1150 v. Chr., wurde von Gelehrten als wahrscheinlicher Kinnor identifiziert. Während der Eisenzeit war Megiddo eine Königsstadt im Königreich Israel.

Kinnor, auch kînôr (hebräisch כִּנּוֹר, maskuliner Plural kinnorim, femininer Plural kinnoroth), ist ein altes israelitisches, vorislamisches Zupfinstrument, das mit der griechischen kithara verglichen oder gleichgesetzt und zu den Leiern (Jochlauten) gezählt wird. Die verbreitete Zuschreibung als Davidsharfe des biblischen Königs David entspricht nicht dem andersartigen Instrumententyp der Leier, zu welchem der kinnor nach archäologischen Erkenntnissen zweifelsfrei gehörte.

## Etymologie
Kinnor kommt 42-mal im Alten Testament vor. Den Namen für ein Musikinstrument und unterschiedliche Formen von Leiern gab es jedoch bereits lange vorher. Der älteste bekannte Text zu Musik stammt aus Ebla und wird auf etwa 2500 v. Chr. datiert. Die große Tontafel enthält in Keilschrift eine lexikalische Liste von Musikinstrumenten und anderen musikalischen Begriffen, darunter findet sich auch der semitische Name ki-na-ru. Ähnliche kleinere Tafeln aus dem 26. Jahrhundert v. Chr. sind aus den mesopotamischen Orten Šuruppak (Fara) und Abū Ṣalābīḫ bekannt. Variationen des Wortes sind auf weiteren Tontafeln aus Ebla bis um 2300 v. Chr. zu lesen. Eine kinaru (Pl. kinaratim) genannte Leier wurde auf Tontafeln aus dem 18. Jahrhundert v. Chr. erwähnt, die im Palastarchiv von Mari entdeckt wurden. Im 14./13. Jahrhundert v. Chr. scheint das Instrument in Ugarit als heilig verehrt worden zu sein. Die Konsonantenschreibung knr kommt sechsmal in ugaritischen Texten vor, als Gottheit und als Saiteninstrument. Die Namensgleichheit verweist auf die Verbindung von Opferkult und der Musik eines Instruments, dessen Ton für die Stimme Gottes gehalten wurde. Auf dieselbe Wurzel knr geht der Name Kinyras des mythischen Königs von Zypern zurück.
Das Wort kinnor findet sich ferner in den Namen von phönizischen und kanaanäischen Göttern, Herrschern und Ortsnamen: Kinyras, Kinnyras, Kuthar, Kinnaras oder Kinnaret (der See Genezareth), wobei kinnor auch von Sanskrit kinnara („tönen“) abgeleitet und eine sprachliche Verwandtschaft zur mittelindischen Stabzither kinnari vina festgestellt wurde. Kunar, die Bezeichnung für „Lotosholz“, geht auf die ägyptische 18.–19. Dynastie zurück, als das semitische Fremdwort knwrw eine Leier bezeichnete. Die Leier wird in arabischen Texten aus frühislamischer Zeit – überliefert ab dem 9. Jahrhundert – als al-kinnāra oder kinnīra erwähnt, war aber kaum verbreitet.

## Funde
Nach Siegelfunden war im alten Israel zu Beginn des 1. Jahrtausends v. Chr. eine Leier im Gebrauch, die einen rechteckigen Korpus mit symmetrisch abgehenden Jocharmen besaß. Ende des 8. Jahrhunderts wurde eine Bauform beliebt, deren sechs oder mehr parallele Saiten zwischen asymmetrischen Armen verliefen. Ob es sich bei den Abbildungen um kinnorim oder andere Leiern handelt, kann im Einzelfall strittig sein. Im Zusammenhang mit Blasinstrumenten sind Leiern nur äußerst selten dargestellt.
Ein Siegel von unbekannter Herkunft, von Nahman Avigad (1978) in das 7. Jahrhundert v. Chr. datiert, war laut der hebräischen Inschrift Eigentum der Königstochter Maadana und ist als Siegel der Maadana bekannt geworden. Das Namensiegel zeigt eine asymmetrische Leier mit einwärts geschwungenen Seiten, zwölf Saiten und einer Rosette in der Mitte der Korpusdecke. Joachim Braun (1999) nennt etliche Ungereimtheiten, die an der Echtheit des Siegels zweifeln lassen. So sind aus der eisenzeitlichen Levante keine Leiern dieser Form, keine Leiern mit mehr als zehn Saiten und zu keiner Zeit Rosetten an Leiern bekannt. Außerdem widerspricht die Anordnung der Saiten der üblichen Spielhaltung. Das Siegel der Maadana wird heute von der Forschung mehrheitlich für eine moderne Fälschung gehalten.
Kinnorim sind auch auf Münzen des Bar-Kochba-Aufstandes abgebildet.

## Kinnor in der biblischen und arabischen Tradition

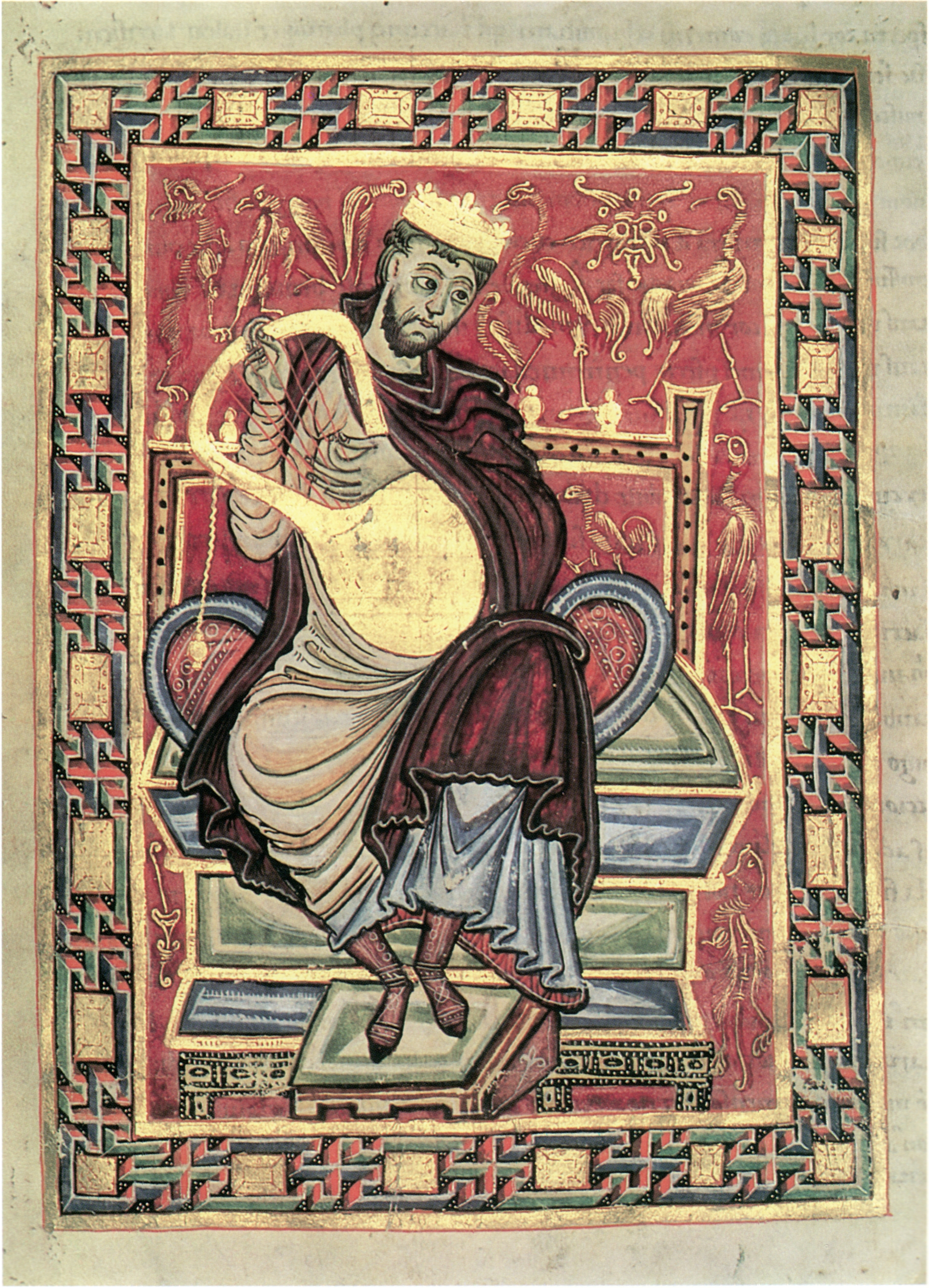
König David aus dem Egbert-Psalter mit einer Leier. Buchmalerei um 980

Die Leier wird unter anderem in Gen 4,21  erwähnt. Dort stammt der alttestamentliche Lamech in fünfter Generation von Kain ab. Der Sohn Lamechs mit seiner Frau Zilla hieß Tubal-Kain, er gilt nach biblischer und arabischer Tradition als der erste Schmied. Ein weiterer Sohn namens Jubal soll den kinnor erfunden haben. Naama war die Tochter der beiden. Über sie schreibt der Gelehrte Gregorius Bar-Hebraeus im 13. Jahrhundert, dass sie die anderen Frauen Singen, Tanzen und sich schön herzurichten gelehrt habe. Dies sind die besonderen Fähigkeiten der weiblichen Nachfahren Kains vom nomadischen Stamm der Keniter. In ihren Lagern wurde Wein getrunken, mit Flöten, Leiern und Trommeln Musik gemacht und fröhlich getanzt. Ganz anders die Nachfahren von Seth, dem dritten Sohn von Adam und Eva. Sie führten auf dem heiligen Berg sitzend für sich ein gottgefälliges Leben und beklagten die Unzucht und Schamlosigkeit, die bei den Kenitern herrschte. Es soll deren verführerischen Frauen durch das Spiel auf dem kinnor sogar gelungen sein, die Söhne Seths anzulocken. Die Geschichte findet sich als „Verführung des Teufels“ (Talbīs Iblīs) auch in der islamischen Tradition. Dort gilt Zilla (arabisch Ḍilāl) bei al-Mas'udi (um 895–957) als Erfinderin der Saiteninstrumente.
Zu Kain, entsprechend arabisch qain aus der Konsonantenwurzel q-y-n, gehört die weibliche Form qaina (Pl. qiyān). Qaina war von vorislamischer Zeit über das islamische Mittelalter bis ins 20. Jahrhundert ein Singmädchen, das auf Feiern vor den Gästen sang, musizierte und trinkfest, aber nicht prüde sein durfte. Die Nachfahren Kains stellen eine mythologische Verbindung von Schmieden und Musik dar.
Insgesamt erweist sich der kinnor im Alten Testament und in den nachbiblischen Traditionen als das Symbol professioneller Musiker und Sängerpoeten, die bei Festen, Gelagen und magischen Ritualen auftraten. Gleichzeitig besaß der kinnor eine rituelle Funktion beim Tempeldienst und der Überführung der israelitischen Bundeslade.

## Kinnor in der jüdischen Tradition

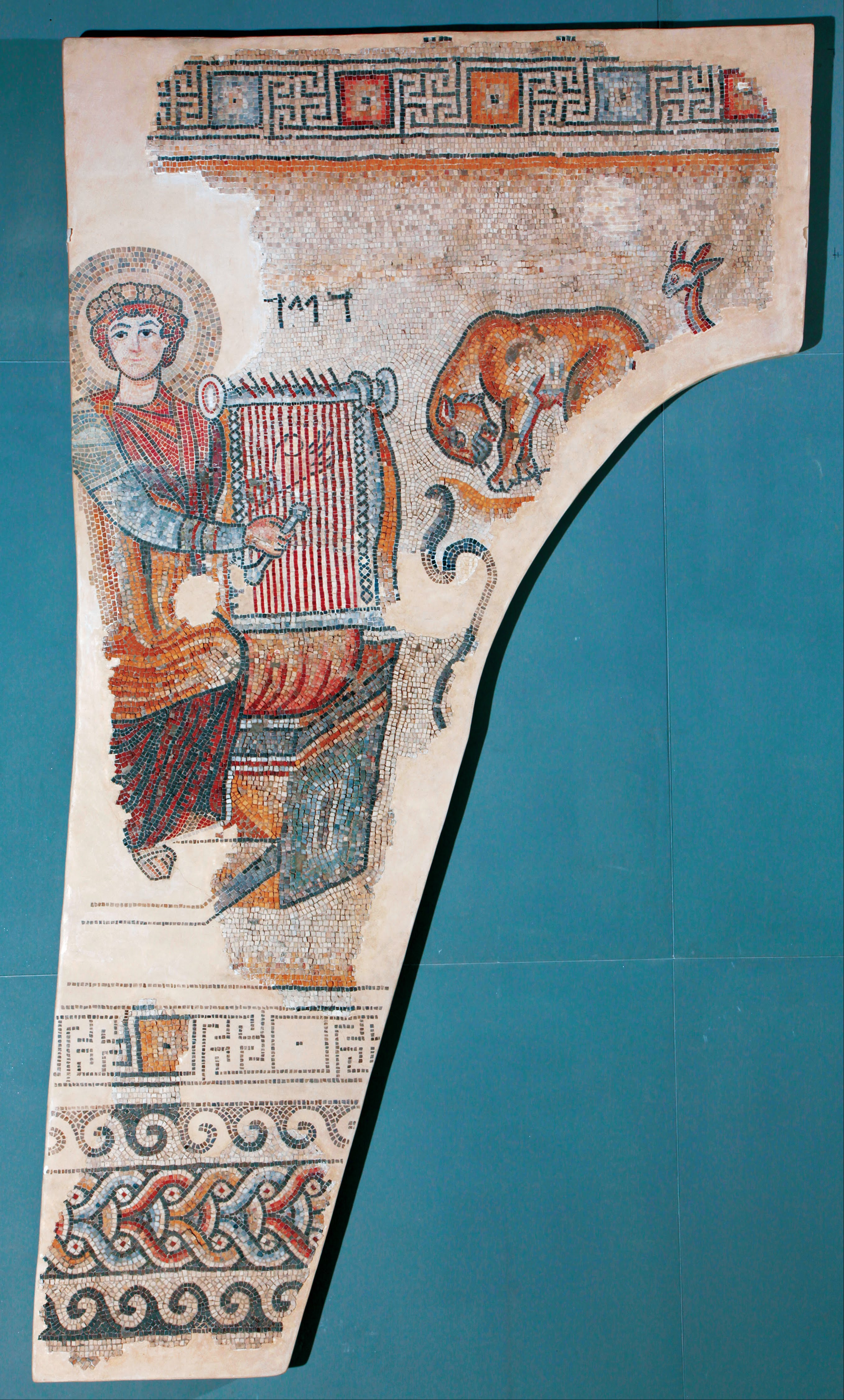
König David als Orpheus, Mosaik aus der spätantiken Synagoge von Gaza.

Leviten spielten den kinnor beim musikalischen Vortrag von Psalmen im Jerusalemer Tempel. In der Bibel wird der kinnor 22-mal zusammen mit dem nevel, einer anderen, wohl etwas größeren Leier, erwähnt. Der nevel soll zwölf dicke Darmsaiten gehabt haben und wurde ab dem Ende des 6. Jahrhunderts v. Chr. im Jerusalemer Tempel eingesetzt. Der kinnor besaß nach unterschiedlichen nachbiblischen Angaben der Mischna sechs oder zehn, in jedem Fall weniger und dünnere (aus Vogeldärmen bestehende) Saiten als der nevel. Die Musiker schlugen den kinnor mit einem Plektrum an und den nevel mit den Händen. Beides waren in der jüdischen Musiktradition Instrumente der Leviten, die als offizielle Tempelmusiker angestellt waren.
Das im Tempel gespielte Instrument fertigte man nach dem jüdischen Historiker des 1. Jahrhunderts n. Chr. Flavius Josephus aus Elektron, womit vermutlich eine Legierung aus Gold und Silber gemeint war. Andererseits ließ König Salomo nach dem 2. Buch der Chronik Musikinstrumente aus wohlriechendem Sandelholz anfertigen, das aus dem sagenhaften Land Ophir stammen sollte. Vielleicht diente das Metall zur Dekoration. Bei der Festveranstaltungen traten laut der Mischna mindestens zwölf Sänger und zwölf Instrumentalisten auf, von denen neun kinnor- und zwei nevel-Spieler sein mussten. Bei noch größeren Festen waren es sechs nevel- und beliebig weitere kinnor-Spieler. Josephus gibt tausend Jahre später stolze Zahlen für die Musiker an: In den Tempel sollen demnach 200.000 Sänger, 40.000 kinnor, 40.000 Sistren und 200.000 Trompeten und ihre Musiker gepasst haben.
Die Bezeichnung Davidsharfe geht auf eine Legende zurück, wonach König David, der niemals mit einem anderen Attribut als dem kinnor in den Händen abgebildet ist, ein solches Instrument als eine Art Windharfe über seinem Bett befestigt hatte. Jedes Mal um Mitternacht begann der Nordwind zu wehen und strich über die Saiten, worauf der König von einem wundersamen Geräusch erwachte, um bis zum Morgengrauen die Tora zu studieren.